# Senza cuore
Senza cuore (conosciuto anche come Senza cuore (la ballata di Johnny)) è un singolo del rapper italiano Mondo Marcio, pubblicato il 31 agosto 2012 come secondo estratto dal sesto album in studio Cose dell'altro mondo.

## Descrizione
Traccia d'apertura dell'album, Senza cuore è stata definita da Mondo Marcio stesso come «un aggiornamento di Dentro alla scatola», singolo pubblicato dal rapper nel 2006:

## Video musicale
Il videoclip, diretto da Alberto Salvucci, è stato pubblicato il 4 settembre 2012 attraverso il canale YouTube del rapper.

## Tracce
1. Senza cuore – 3:40